# Саска Мика (Сучава)
Саска Мика (рум. Sasca Mică) насеље је у Румунији у округу Сучава у општини Корну Лунчи. Oпштина се налази на надморској висини од 375 m.

## Становништво
Према подацима из 2002. године у насељу је живело 908 становника, од којих су сви румунске националности.